# Vibrációs műszer

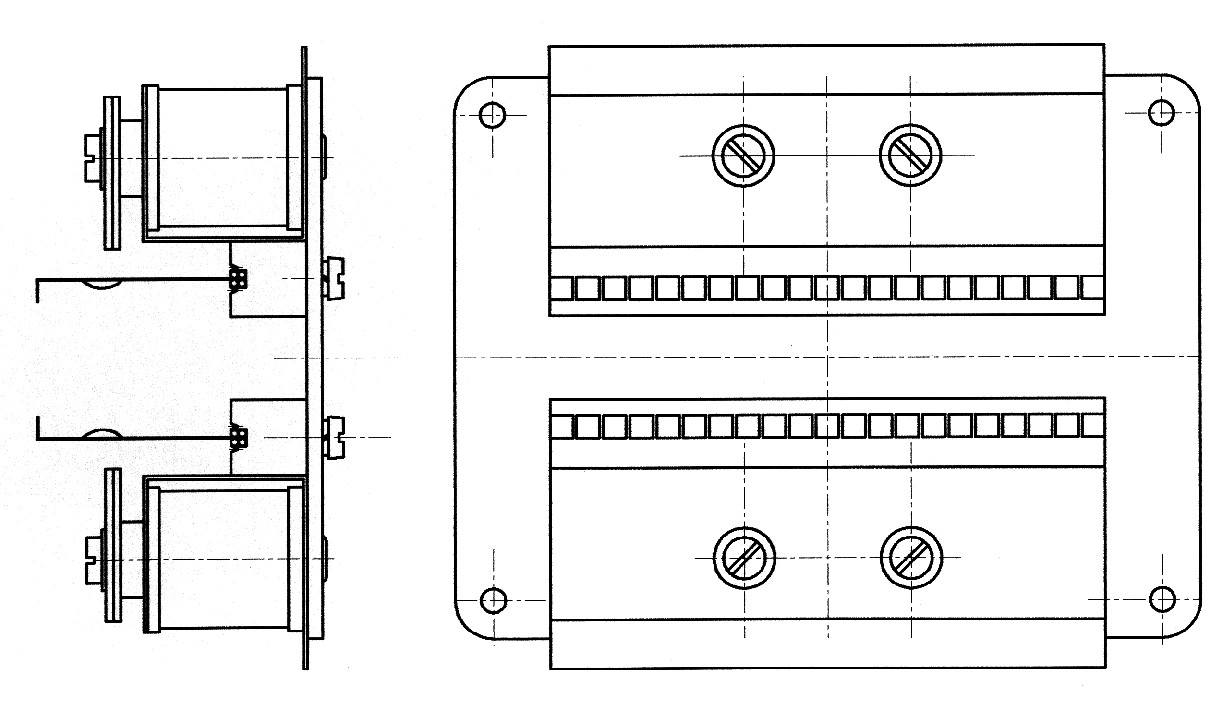
Kettős vibrációs mérőmű

A vibrációs műszereket villamos frekvencia mérésére használhatják.

## Működési elve
Ez a műszertípus olyan mérőelemekkel működik, melyek mechanikai rezgésekre képesek, és melyeknek, mint rezgő testeknek a mechanikai önlengési száma a mérendő váltakozó áram frekvenciájához, vagy annak kétszereséhez közel esik. A rezgésre képes elemek mozgását optikailag (vizuálisan) észlelik. Ez a mozgás mindaddig elenyészően kicsi, amíg a kétféle (mágneses, és mechanikai) frekvencia erősen eltér egymástól. Ha a rezgő elem polarizált, (egy állandó mágnessel) akkor a villamos, és a mechanikai frekvencia egyezésekor következik be a rezonancia. Ha a rezgő elem nem polarizált, (pl. lágyvas lemezke), és nincs is polarizált térben, akkor a rezonancia esetén a villamos áram frekvenciája félakkora, mint a rezgő lemezke önlengési száma. 

## Rezonancia esetén
A rezgő elem lengési amplitúdója (kilengése a középhelyzethez képest) megsokszorozódik, így közvetlenül is megfigyelhető. Ha az áram frekvenciája eltér a rezonáns értéktől, akkor a rezgés amplitúdója csökken. A legnagyobb amplitúdó fele két helyen, egy kisebb, és egy nagyobb frekvencián észlelhető. Jól elkészített műszernél egy lemezke rezonanciájakor a jobb, és bal szomszédja kb. ¼ amplitúdóval leng. Általában a műszerek lemezkéi 0,5 Hz eltérésű rezonanciára hangoltak. Ha két szomszédos lemezke azonos amplitúdóval leng, a hozzájuk tartozó két frekvencia középértéke lesz érvényes. Így, a felbontás ¼ Hz. A vibrációs műszerek speciális kivitele a kettős vibrációs műszer. Ezeket a műszereket szinkronizálásnál használják.

## A műszerek önlengési számát meghatározza
A lemezkék hossza, szélessége, rugalmassági együtthatója, a felvitt súly távolsága a befogás helyétől, valamint a súly nagysága. Az amplitúdó a gerjesztés nagyságától, és a lemezke távolságától függ az elektromágnestől.

## A műszer beállításai
A felvitt súly mennyiségét csökkentve lehet hangolni a lemezkét. A lemezkével szemben elhelyezett állítólemezzel, pedig tudják a - távolság változtatásával - állítani az amplitúdót.

## Méréshatár kiterjesztése hordozható műszereknél

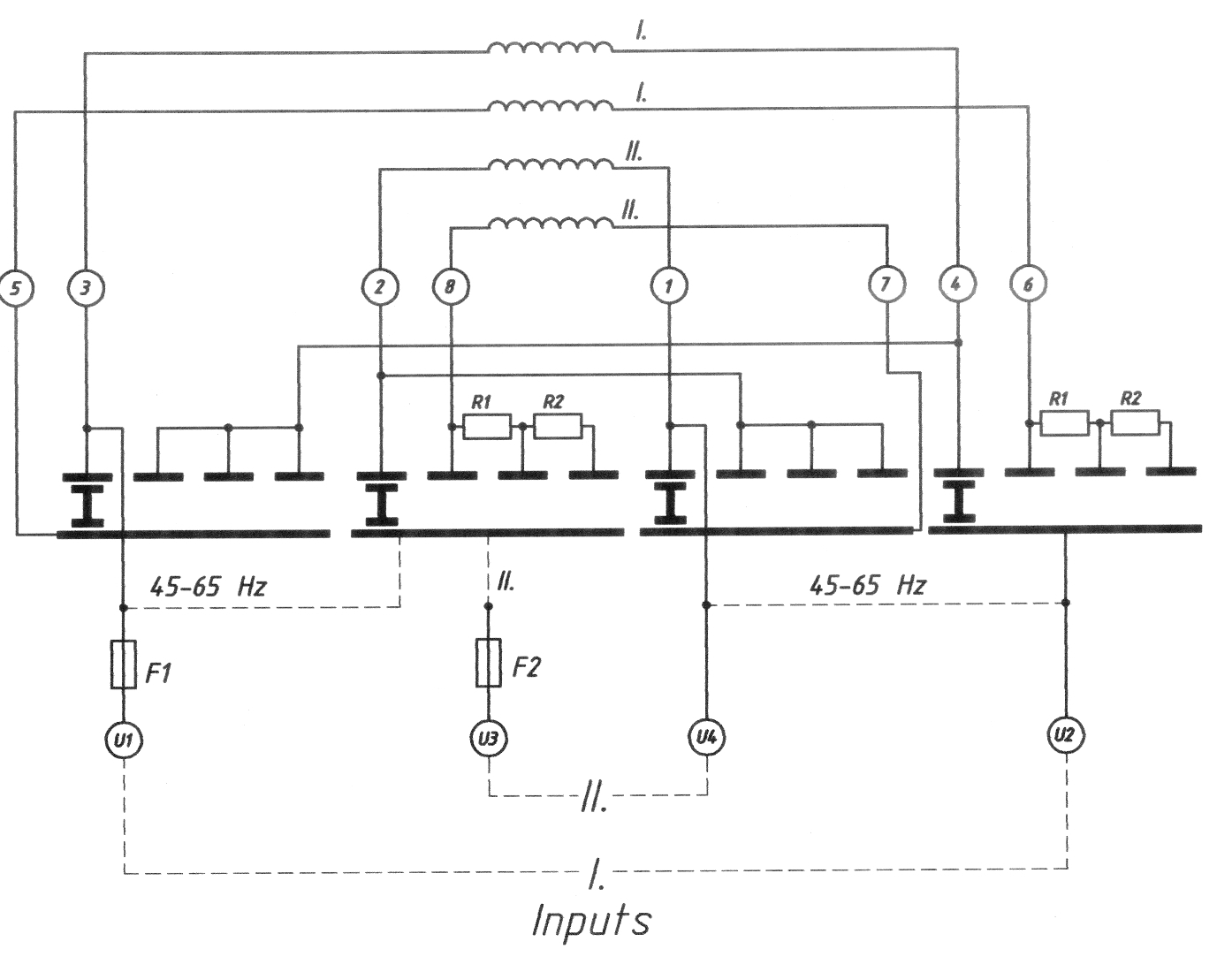
Hordozható rezgőnyelves műszer elvi kapcsolási rajza

Hordozható kivitelű műszerek készülhetnek egy, vagy két bemenettel. Speciális esetben egy bemenettel, de a nagyobb méréshatár átfogására két nyelvsorral. (45-65 Hz). A szokásos méréshatársor például 120-240-400-500 V. A legkisebb méréshatárnál a kapcsoló az azonos mérőmű két gerjesztőcsévéjét párhuzamosan kapcsolja, és a bemenetre köti. A második méréshatárnál a gerjesztőcsévéket sorba köti. A további méréshatároknál a sorba kötött gerjesztőcsévéket előtét ellenállásokkal egészíti ki. A nyomtatott áramkör egyben a kapcsolást is elvégzi. Az egységes felépítés miatt egyetlen áramköri lemez használatos. A szükséges kivitelhez átkötéseket kell elhelyezni. Így például a 45-65 Hz esetében elmarad az F2 biztosíték, és a bejelölt átkötéseket behelyezve két ugyanolyan műszer áll rendelkezésre. A különbség a nyelvsorok hangolásában van. A I. jelű nyelvsor 45-55 Hz-re van hangolva ½ Hz-es lépésekben, míg a II. nyelvsor 55-65 Hz-re. 